# Панов лавиринт
Панов лавиринт (шп. El Laberinto del Fauno) је шпанско-мексички историјски фантастични хорор филм из 2006. године, редитеља, сценаристе и ко-продуцента Гиљерма дел Тора. Смештен у период након Шпанског грађанског рата, тачније у 1944. годину, Панов лавиринт говори о Офелији (Ивана Бакеро), младој девојчици која открива фантастични свет шумских бића када је мајка одведе у северну Шпанију да се придруже њеном очуху, огорченом и уврнутом члану Франкове фашистичке армије.
Филм је премијерно приказан на Филмском фестивалу у Кану 2006. године и изабран је да представља Мексико на додели Оскара у категорији за најбољи страни филм, добивши тако највише номинација за Оскара као филм који није на енглеском језику. Осим што је освојио бројне награде, филм је изазвао и бројне реакције критичара с обзиром на то да нуди много тога за дивљење. Међутим, неки критичари сматрају да поред све своје запањујуће лепоте и упечатљиве глуме, филм не успева да до краја сједини елементе фантазије и сурове реалности рата, што резултује тиме да Панов лавиринт остане састављен из две изузетне половине. Наиме, други виде Дел Торово достигнуће као спектакуларну целину која представља његов вероватно најзрелији филм.
Главне ликове тумаче: Ивана Бакеро (шп. Ivana Baquero), Серхи Лопез (шп. Sergi López), Марибел Верду (шп. Maribel Verdú), Даг Џоунс (енгл. Doug Jones), Аријадна Гил (шп. Ariadna Gil), Алекс Ангуло (шп. Álex Angulo), Маноло Соло (шп. Manolo Solo), Цезар Веа (шп. César Vea), Рохер Касамахор (шп. Roger Casamajor), Федерико Лупи (шп. Federico Luppi) и Пабло Адан (шп. Pablo Adán).

## Радња
У Шпанији 1944. године, Грађански рат је окончан. Скривени у северним планинама Наваре, чланови мале групе наоружаних побуњеника још увек се боре против фашистичког режима. Оформљене су и војне снаге ради уништења Покрета отпора. Тринаестогодишња девојчица Офелија (Ивана Бакеро) која јако воли бајке, заједно са својом мајком Кармен (Аријадна Гил) која је у другом стању, досељава се у Навару код свог очуха. Њен очух, капетан Видал (Серхи Лопез), који је отац детета које Кармен очекује, фашистички је официр који је добио задатак да очисти територију од побуњеника против Франковог режима. На почетку филма, наратор (Пабло Адан) објашњава како је у подземљу живела принцеза која је сањала о људском свету. Једног дана, побегавши на светлост дана која ју је заслепила, избрисало јој се све дотадашње сећање на прошлост. Временом се разболела и умрла. Њен отац који је краљ подземља, знао је да ће се душа његове ћерке вратити једном, можда у другачијем телу и времену и на неком другом месту, али он је одлучио да ће је чекати до последњег тренутка овог света.
Стигавши до млина где су смештени војници које предводи Офелијин очух, она открива великог инсекта за којег мисли да је вила. Офелија га прати, а он је одводи до лавиринта који се налази иза млина. Ту она упознаје Мерцедес (Марибел Верду), слушкињу која је ту шпијун, а уједно и велика помоћ људима у шуми међу којима се налази и њен брат. Мерцедес успоставља близак однос са Офелијом. Ту ноћ у Офелијину собу поново долази велики инсект, који се претвара у вилу и води је по други пут до лавиринта. У лавиринту она сада упознаје Пана (Даг Џоунс), који је уверава да је она принцеза Моана, ћерка краља подземног света. Да би могла да се врати у очево краљевство, Офелија мора да заврши три задатка пре него што Месец буде пун.
Ту исту ноћ Офелија открива да Мерцедес од доктора Фереира (Алекс Ангуло) тражи лекове за једног од побуњеника, који такође помаже другим шумским побуњеницима. Први задатак да преузме кључ из утробе џиновске жабе Офелија испуњава већ следећег дана. Међутим, она затим почиње да се брине за стање своје мајке која је јако лоше, док јој Пан помаже давајући јој магични корен, који лечи њену мајку и умирује јој бол. Убрзо потом, у пратњи три виле, Офелија завршава свој други задатак, узимање бодежа од чудовишта које седи у близини раскошне гозбе. Иако је претходно била упозорена да не сме да узме ништа са те гозбе, она ипак узима и једе два пуцета грозда, чиме буди чудовиште. Јурећи Офелију, чудовиште успева да поједе две виле, али Офелија на крају ипак успева да побегне и да се спасе. Међутим, њена непослушност љути Пана и он одбија да јој да трећи задатак.
У међувремену, у сукобу између побуњеника и војника предвођених капетаном Видалом, војници хватају једног побуњеника и муче га, не би ли овај проговорио и одао остале. Он, након великог мучења, проговара, те када доктор долази да га прегледа, моли га да га убије, што доктор и учини дајући ми смртоносну инјекцију. У исто време, капетан хвата Офелију док ова храни магични корен, узима га и показује га супрузи; она корен баца у ватру и истог трена добија контракције. Капетан убија доктора јер схвата да он помаже побуњеницима, а када сазна да његовој жени није добро, наређује да се доведе трупни болничар. Упркос томе, Офелијина мајка умире, рађајући сина. Видал затим открива да је Мерцедес шпијунка и хвата њу и Офелију у покушају бекства. Девојчицу закључава у собу, а Мерцедес води на мучење да би проговорила. Ипак, она успева да се ослободи тако што га рањава ножем и бежи у шуму, где је побуњеници спасавају.
Пан долази код Офелије и нуди јој још једну шансу да се докаже. Тражи јој да узме свог тек рођеног брата и да га одведе у лавиринт. Офелија потом узима свог брата, али успут сипа капетану седативе у пиће. Када је овај угледа са дететом у рукама — иако дезоријентисан — креће да је јури кроз лавиринт. За то време, побуњеници успешно нападају млин. Офелија стиже до Пана који јој говори да ће се портал до подземног света отворити само ако понуде крв невиног бића. Међутим, она не пристаје да повреди свог брата. Видал је сустиже, узима јој дете и пуца у њу. На изласку из лавиринта, Видала чекају побуњеници и Мерцедес, којој он на крају предаје своје дете. Мерцедес одлази у лавиринт где проналази девојчицу која умире.
Офелија је изабрала да радије пролије своју крв неголи крв невиног, што је одводи испред њеног оца, краља подземног света, који јој говори да је то био заправо последњи и најбитнији задатак. Офелијина мајка Кармен, краљица подземног света, позива ћерку да седне поред свог оца који ју је тако дуго чекао. Сцена се затим враћа у лавиринт, где се на Офелијином лицу на тренутак појављује осмех и где она потом умире, остављајући Мерцедес у сузама.
Наратор на самом крају говори да се принцеза вратила у краљевство свог оца где је праведно владала много векова, оставивши „мале трагове на земљи видљиве само онима који знају где да гледају”.

## Ликови

### Пан
Пан у грчкој или Фаун у римској митологији, био је бог шума, ловаца и пастира. По свом физичком изгледу припада реду чудовишта, с обзиром на то да је рођен са козјим ногама, роговима и брадом.
Дел Торо је у свој филм увео Дага Џоунса у лику Пановог карактера ког је поистоветио са сатирима, чуварима лавиринта. Као сатир, Пан је потпуно равнодушан према добру и злу. У стању је да буде зао и човеку одузме живот, али је исто тако у стању да буде довољно добар да му га подари, што га чини изузетно тајанственим, или — како га Дел Торо назива — „загонетним”. Упознавши Офелију, Пан је био спреман да јој помогне да се врати у свој свет, свет бајки из ког је веровао да је дошла. Од ње је захтевао само да следи његова упутства, а у ситуацијама када је грешила или одбијала да га послуша, Пан је био испуњен гневом и љутњом, допуштајући на тај начин својој злој страни да изађе на видело.

### Офелија
Офелија је 13-годишња девојчица, ћерка убијеног кројача и супруге капетана Видала. Наиме, Офелија је крхка, осетљива и маштовита девојчица, осуђена на живот који је њена мајка одабрала. Желећи да побегне из света пуног конфликата, препушта се лепшем свету, свету маште. Следећи своју жељу за бољим животом за себе и своју мајку, Офелија се упушта у низ авантура, које се завршавају трагично по њу. Пронашавши лавиринт у дворишту куће свог очуха, Офелија упознаје Пана, који јој обећава повратак на трон принцезе који јој припада. Била је веома заштитнички настројена према болесној мајци, желећи да јој помогне на све могуће начине. Често је бивала неопрезна, због чега је упадала у бројне невоље. Међутим, иако је имала тек 13 година, Офелија је била оштроумна и подозрива према Пану (у првим тренуцима њиховог познанства), те довољно самосвесна да одбије одређене Панове услове чак и по цену свог одласка у други свет.
Гиљермо Дел Торо је изјавио како је био нервозан у вези са одабиром глумице за главну улогу, те да је проналазак „10-годишње” шпанске глумице био пука случајност.

### Капетан Видал
У филму капетана Видала глуми Серхи Лопез. Лопез је имао тежак задатак, али је успео да дочара лик фашистичког официра, чији је задатак био да очисти територију од побуњеника који су храбро наставили борбу у северним планинама Наваре. Капетана Видала многи сматрају једним од најбруталнијих и „најљигавијих” зликоваца модерних филмова. Овај лик је симболичан приказ шпанског фашизма. Приказан је као човек без милости и осећања, који верује да има апсолутну моћ над свима, што и вешто користи.
Опседнут послом, Видал нема времена (а чини се ни жеље) да се зближи са новом пасторком. Већ на почетку филма показује асимпатичност према Офелији (када га она поздравља левом руком). Окрутност капетана Видала приказана је и у сцени када током ноћи убија двојицу невиних пољопривредника сумњајући да су они савезници побуњеника. Бесан због издаје и непослушности, Видал убија и доктора. Једино око чега се Видал заиста бринуо јесте његов син. Побуњеници нападају камп, а Видал почиње да сумња у служавку Мерцедес. Мерцедес се није предала без борбе; она је напала Видала и ранила га. Повређен и слаб, Видал је пратио Офелију у намери да је спречи да побегне са бебом. Када ју је сустигао, узима дете и пуца у њу. Чини се као да његовој окрутности нема краја... На изласку из лавиринта, он предаје бебу Мерцедес и моли је да детету саопшти време његове смрти. Тада га Мерцедес прекида речима да дете неће знати ни ко му је отац. Капетан Видал је на крају ипак кажњен; разочаран, Видал окончава свој живот испред лавиринта.

### Кармен
Аријадна Гил је у филму играла лик Кармен, Офелијине мајке. Кармен је приказана као лепа жена, средњих година, коју живот баш и није мазио. Она делује јако исцрпљено и измучено, а готово цео филм је везана за кревет. Када јој је муж нестао без трага и гласа, она се преудала за садистички настројеног капетана Видала. Чини се да у том браку није било љубави, већ да је Видалу једино било важно то што ће му она подарити наследника. Кармен је покушала да објасни Офелији да је живот тежак и да магија не постоји, али јој то није пошло за руком. Кармен у пламен баца мандрагору коју јој је Офелија оставила испод кревета да јој спасе живот, а убрзо након тога — за време порођаја — она умире.

### Мерцедес
Марибел Верду тумачи главну кућну помоћницу, Мерцедес. Овај лик је оличење како скромности и доброте тако и храбрости. Код публике је остала упамћена као изванредно снажан и позитиван женски лик. Одмах по доласку у камп, Офелија упознаје Мерцедес и са њом почиње да се јако зближава. Мерцедес се бринула о Офелији као рођена мајка и била јој је најбољи, а можда и једини пријатељ. У сцени када јој Офелија умире на рукама, њена туга и бол бивају испољени. То је вероватно и најтужнија сцена у филму, где се у ствари најбоље види колико је Мерцедес волела Офелију. Била је Видалова кућепазитељка, а он ју је сматрао особом од поверења. Међутим, Видал није знао да је вођа побуњеника њен рођени брат, Педро (Рохер Касамахор).
Уз помоћ доктора, Мерцедес је чинила све како би помогла побуњеницима, допремала им је храну и лекове. Она остаје храбра и у тренутку када побуњеници нападну камп и када Видал схвати да је све било намештаљка, а да је она — Мерцедес — у ствари шпијун. Није се предала, као што би већина урадила, већ се борила; успела је да рани Видала и побегне. Мерцедес је значајна и због тога што је она та која је на крају казнила Видала речима да његов син неће знати ни име свога оца.

## О редитељу
Гиљермо дел Торо Гомез је мексички филмски редитељ, сценариста и продуцент. Филмом се почео бавити још као средњошколац. Десет година се бавио дизајном шминке и основао је своју фирму под именом „Некропија” пре него што му се пружила прилика да у 21. години као извршни продуцент сними свој први филм. Суоснивач је Филмског фестивала у Гвадалахари, а основао је и продукцијску кућу Текила генг. Године 1998. отет му је отац у Мексику. Пошто га је спасао плативши му откуп, Дел Торо одлучује да напусти Мексико, а тренутно живи у Лос Анђелесу (САД).

### Дел Торов рад на филму
Гиљермо дел Торо је познат по томе што прво направи концепт белешки и цртежа о својим идејама пре него што их претвори у филм. Он ову фазу сматра веома битном у процесу стварања. Једном приликом случајно је у таксију оставио белешке за овај филм које је годинама прикупљао и када је схватио да их нема, сматрао је да је готово са пројектом. Међутим, таксиста их је нашао и — схватајући њихову важност — успео да пронађе редитеља и врати му их. Дел Торо је био убеђен да је у питању благослов и због тога је био одлучан у намери да сними овај филм. При писању Пановог лавиринта био је инспирисан филмом Успавана долина из 1999. године и причама браће Грим, а у филму Гиљермо представља танку нит између илузије и стварности те преплиће две приче које се развијају у паралелним световима.
Дел Торо спаја врхунске шпанске глумце за продукцију, укључујући Серхија Лопеза, Аријадну Гил и Марибел Верду, уз Ивану Бакеро која игра младу девојку која бежи од свог бруталног очуха улазећи у фантастични свет. Дел Торови филмови одликују се тамном атмосфером, са суморним и мистериозним местима, где редитељ развија своје приче. Он је такође редитељ који је опседнут оним што ми зовемо „чудовишта” и то показује у својим филмовима, са намером да упозна та бића која су далеко од друштва које прихвата различитост. Гиљермо дел Торо је професионалац, потпуно посвећен свом послу. Остварења овог филмског генија су тамна, насилна и истовремено дирљива, па нема сумње да ће ући у историју по својој магичној и уклетој лепоти. Панов лавиринт донео је Гиљерму награду Гоја за најбољи филм 2006. године, а 2007. осваја три Академијине награде, и то за сценографију, фотографију и шминку.

## Анализа филма

### Две стране филма
Као и у осталим филмовима Гиљерма дел Тора, и у Пановом лавиринту уочљиве су две стране које се мешају кроз цео филм.

#### Прва страна филма
Прва страна је реална, у којој је приказана ситуација у Шпанији 1944. године, пет година након завршетка Грађанског рата. Шпански грађански рат трајао је од 1936. до 1939. године, а водио се због различитих идеологија и интереса између Друге шпанске републике (која је представљала тзв. политичку левицу) и фашиста и националиста (који су представљали тзв. политичку десницу), а које је предводио генерал Франсиско Франко.
Године 1939, националисти побеђују, а Франсиско Франко успоставља диктатуру која је трајала од 1939. па све до његове смрти, 1975. године. Десничарске групе имале су подршку богатих земљопоседника и Цркве, док су левичарске групе чинили сељаци „беземљаши”. Након рата, Франко је иницирао темељно чишћење шпанског друштва од свега што је имало везе са левичарским групама; непожељни појединци били су затварани и убијани, куће опљачкане, а архиве спаљене. Као што се јасно може видети и у филму, десница је контролисала апсолутно све, између осталог и поделу намирница, лекова и осталих потрепштина сиромашнима. Тридесетих година 20. века, много младих идеалиста ступило је у интернационалне бригаде, сматрајући да је спасавање Шпанске републике идеалистички циљ те ере.

#### Друга страна филма
Друга страна филма је она нереална, која овај филм претвара у модерну бајку која алегорично представља период у коме се филм одвија. Савршен пример је сцена упознавања Офелије и њеног очуха, капетана Видала, који представља приказ шпанског фашизма и симбол материјализма који већина људи следи. Офелија држи књиге у десној руци и пружа их Видалу левом. Он јој тада снажно граби руку и говори да треба да пружа десну руку. Ако се ова сцена боље протумачи, уочава се да Видал није бесан због детињег пружања леве руке уместо десне, већ због тога што су се левом руком поздрављали његови непријатељи, републиканци. Такође, уочљива је и симболика и митологија одређених бића и појава (Фаун, лавиринт, жаба и др.). Нереална страна је, у ствари, потпуно другачији свет који открива млада Офелија по доласку код свог очуха.
С обзиром на то да је танка граница између реалног и нереалног, остаје нејасно да ли је нереална страна у ствари реална, или се одвија само у глави ове младе особе. Било како било, цела друга страна приче се базира на Офелијином бегу од сурове реалности у којој живи. У првом свету, она је ћерка болесне мајке Кармен која је у касном стадијуму трудноће и која се удала за бруталног и суровог капетана. Ту живи у окружењу у коме ретко ко има наде и вере у боље сутра. У другом свету, Офелија је дуго тражена, изгубљена ћерка владара подземља. Желећи да поврати љубав и поштовање који су јој ускраћени, верује Фауну и спремна је да уради било шта како би се вратила правом оцу.

### Симболика филма и задаци
Већ у првој сцени филма, може се видети да ништа није као што изгледа на први поглед. Видимо девојчицу која лежи повређена, а крв која јој цури из носа почиње да се враћа назад. Девојчица је изразито бледе пути и тамноцрне косе. Редитељ је изабрао баш овакав лик како би он подсећао на Снежану из познате бајке Снежана и седам патуљака. Ова хероина, баш као и Офелија, проналази уточиште код магичних створења. У следећој сцени препричава се легенда о принцези подземља која је побегла из краљевства свог оца како би видела спољашњи свет, али је убрзо након изласка на светлост дана умрла. Рушевине које се приказују су остаци шпанског града Белћитеа, који је уништен током Грађанског рата. Дел Торо прави поређење са још једном хероином из бајки, и то у сцени када Офелија одлази да пронађе дрво и жабу у хаљини коју јој је мајка сашила као изненађење. Офелија је овде обучена исто као и девојчица из бајке Алиса у земљи чуда. Фаун је створење из грчке митологије, пола човек — пола јарац, а ликом представља застрашујуће биће ког би девојчица требало да се плаши. До самог краја филма, гледаоцима је нејасно да ли је он антагонистички или протагонистички настројен лик. Иако се у већем делу филма Фаун чини лошим, на самом крају се ипак показује супротно. Офелија му верује, јер је једина фигура чудовишта у њеном животу капетан Видал. Фаун је, међутим, убеђен да је Офелија заиста ћерка владара подземља, те јој уз детаљна упутства даје задатке које треба да испуни како би то и доказала. У грчкој митологији он је створење које — по потреби — човека води до циља. У филму се увек појављује уз Месец, док је Месец симбол вечите несигурности, илузије и маште. Лавиринт је простор у коме је због многобројних путева тешко пронаћи онај прави. У митологији лутање лавиринтом представља тражење истине, а доћи до средишта лавиринта значи пронаћи самог себе. У последњој сцени, Офелија се жртвује у средишту лавиринта и потом враћа оцу као принцеза подземља.

#### Први задатак
У првом задатку, Фаун од Офелије тражи да пронађе дрво које је некада цветало, али више не цвета због огромне жабе која се налази у његовој утроби и храни се његовим животом. Офелија треба да жаби да три камена које ће ова затим појести и због којих ће испљунути свој трбух, у коме се налази кључ који је Офелији потребан за други задатак. Дрво је симбол пролазности и промене, а камен представља стабилност. У филму, дрво међутим представља материцу. Његова утроба је влажна и топла, а само дрво је у облику женског репродуктивног органа, те представља симбол проналаска свете женствености. Жаба која се храни животом дрвета метафорички приказује Офелијиног брата унутар њене мајке Кармен, који такође — на неки начин — исисава живот из ње, јер она има тешку трудноћу. Офелији је мајка једина утеха у реалном свету и самим тим на неки начин представља једину препреку у остварењу њеног циља. Када Кармен умре на порођају, Офелију више ништа не везује за реални свет. Жаба, са друге стране, приказује животе богатих, који су у послератној Шпанији имали све, живећи на рачун сиромашних.

#### Други задатак
У другом задатку, Офелија одлази у дворану у којој, помоћу кључа из жабљег трбуха, проналази бодеж. У дворани се налази богата трпеза и чудовиште које је успавано. Без обзира на то што јој је фаун наредио да не узима ништа са стола, Офелија узима два грозда, након чега учини да се чудовиште пробуди. Оно узима очи које се налазе на тањиру испред њега и ставља их у рупе на шакама. У ствари, начин на који чудовиште гледа симболично говори да је видљиво само оно што је опипљиво. Слике на зидовима дворане приказују како се чудовиште храни децом. Две виле се жртвују како би спасиле Офелију, а чудовиште их потом поједе. Виле су везане за детињство, па чудовиште — на неки начин — представља и одрасле. Сцена у дворани, такође симболички, приказује хијерархију богатих и сиромашних у Шпанији након Рата. Поред свих ђаконија које се налазе на столу, Офелија не сме да узме ни један једини грозд.

#### Трећи задатак
У трећем задатку, фаун од Офелије захтева да она доведе свог брата у средиште лавиринта, зато што је за отварање портала којим би се Офелија вратила код оца у подземље неопходна крв невиног бића. Офелија одбија да жртвује брата, фаун нестаје, а појављује се Видал који је без милости упуца. Она тада преузима жртву, пада поред портала, а њена капљица крви упада у портал и отвара га. Симбол жртве је посебно важан, јер представља одрицање земаљског, што је Офелија учинила управо својом жртвом. Њена душа преживљава у свету у који је веровала од самог почетка.
Од посебног значаја за филм је симбол округлог, које представља вечно понављање те утеху због проласка времена. Уз све то, круг је и симбол греха. Сам улаз у лавиринт је округао, а то од самог почетка имплицира да фаун заиста представља наду за Офелију. С друге стране, Капетан Видал је лик који је оптерећен временом. Овај феномен је познат под називом „Хронов комплекс”. Хрон је митолошка животиња која представља време и смрт, као и оца времена. Видал често проверава округли сат, који је његов отац сломио када је умирао у борби како би његов син знао тачно време када је умро. Сат је једина округла ствар коју капетан поседује, а за њега време представља најгору лимитацију материјалног света. Тиме што поседује сат, он има осећај да контролише и време.

### Значај речи у филму
У овом филму речи губе значај. Када Офелија тражи од Мерцедес да јој отпева успаванку, Мерцедес не може да се сети речи. Међутим, на крају кад Офелија умире, Мерцедес јој опет пева успаванку без речи, које тада нису ни битне. У сцени када Видал излази из лавиринта, чека га група левице. Свестан тога да ће умрети, предаје сина Мерцедес, зауставља време и тражи да се његовом сину каже време када му је отац умро. Мерцедес га прекида и говори да му син неће знати чак ни име, а потом га њен брат убија. Тиме што је Видалу одузета способност говора, губи се значај његових речи и избрисана је једина разлику између њега и звери.

### Закључак
Панов лавиринт је фантастична прича дубоко прожета митологијом и симболима, а визуелно представља ремек-дело. Фантастични ликови не појављују се спонтано, већ за појављивање сваког у специфичном делу филма постоји тачно одређен разлог. Реално и нереално се уједињује, а оно фантастично постаје још јасније уочавањем симболике. Филм поручује да је свако творац сопствене судбине, а поред тога показатељ је вере и наде. У њему се истовремено боре реално и нереално, добро и лоше, деца и одрасли. Питање филма је следеће: „Да ли је све фантастично у филму заиста реално или само у Офелијиној глави?” Последња реченица Пановог лавиринта гласи: „Оставила је своје трагове на земљи, видљиве само онима који знају где да гледају.” Можда одговор на питање лежи управо у њој...

## Награде
- Награда Оскар (2007) — Најбољи сниматељ: Гиљермо Наваро
- Награда Оскар (2007) — Најбољи визуелни пројекат: Пилар Ревуелта, Еухенио Кабаљеро
- Награда Оскар (2007) — Најбоља шминка и маска: Давид Марти, Монце Рибе
- Награда БАФТА (2007) — Најбољи костимографски пројекат: Лала Хуете
- Награда БАФТА (2007) — Најбоља шминка и маска: Бланка Санчез, Хосе Кетглас
- Награда БАФТА (2007) — Најбољи филм ван енглеског говорног подручја: Гиљермо дел Торо
- Награда Аријел (2007) — Најбоља фотографија
- Награда Аријел (2007) — Најбољи редитељ
- Награда Аријел (2007) — Најбоља глумица: Марибел Верду
- Награда Аријел (2007) — Најбољи уметнички пројекат
- Награда Аријел (2007) — Најбољи кинематографија
- Награда Аријел (2007) — Најбоља костимографија
- Награда Аријел (2007) — Најбоља шминка
- Награда Аријел (2007) — Најбољи оригинални резултат
- Награда Аријел (2007) — Најбољи специјални ефекти
- Награда Гоја (2007) — Најбољи оригинални сценарио
- Награда Гоја (2007) — Најбоља кинематографија
- Награда Гоја (2007) — Најбоља монтажа
- Награда Гоја (2007) — Најбоља шминка и фризура
- Награда Гоја (2007) — Најбоља нова глумица: Ивана Бакеро
- Награда Гоја (2007) — Најбољи звук
- Награда Гоја (2007) — Најбољи специјални ефекти
- Награда Сатурн (2007) — Најбољи међународни филм
- Награда Сатурн (2007) — Најбоља млада глумица: Ивана Бакеро
- Награда Констелејшон (2007) — Најбољи научнофантастични филм, ТВ филм или мини-серија
- Награда Фантаспорто (2007) — Најбољи филм
- Награда Спејси (2007) — Спејс чојс награда
- Награда Међународног друштва филмских критичара (2007) — Најбоља фотографија

### Номинације
- Награда Оскар (2007) — Најбољи страни филм
- Награда Оскар (2007) — Најбољи оригинални сценарио: Гиљермо дел Торо
- Награда Оскар (2007) — Најбоља филмска музика: Хавијер Наварете
- Награда БАФТА (2007) — Најбољи сниматељ: Гиљермо Наваро
- Награда БАФТА (2007) — Најбољи оригинални сценарио: Гиљермо дел Торо
- Награда БАФТА (2007) — Најбољи визуелни пројекат: Еухенио Кабаљеро, Пилар Ревуелта
- Награда БАФТА (2007) — Најбољи визуелни ефекти: Монце Рибе, Давид Марти, Едвард Ирасторса, Еверет Бурељ
- Награда БАФТА (2007) — Најбољи звук
- Награда Златни глобус (2007) — Најбољи страни филм
- Филмски фестивал у Кану (2006) — Златна палма: Гиљермо дел Торо[7]

## Критике
Овај филм представља бајку смештену у периоду непосредно после Шпанског грађанског рата, која је изузетно богата порукама и метафорама, како на саму ситуацију Шпаније, тако и на мрачни огртач корупције, издаје и страдања невиних живота. Панов лавиринт представља предео маште и фантазије кроз који једна мала девојчица тумачи и прихвата тешку ситуацију у којој се њен стварни свет налази. Прича се центрира око мале девојчице по имену Офелија, која се непријатно осећа у свом новом окружењу, бива скептична у погледу свог новог очуха и генерално забринута за стање у којој се њена мама Кармен налази. Она случајно проналази пут ка једном бизарном свету фантазије, где радња филма оживљава у пуном маху. Место које је пронашла један је зачаран и чудан свет, у којем види бег од несигурности и нестабилности живљења у стварном свету. Филм поседује два заплета (стварни свет и свет фантазије), који се — како радња одмиче — све више и више преплићу и показују да је, у ствари, фантазија метафора на стварност која ову девојчицу окружује. Филм надреално ствара велику референцу на стварни свет, Офелијине победе у фантазији осликавају поразе у реалности. Начела овог филма леже у изборима и доношењу одлука. Биле оне добре или лоше, редитељ покушава да нам презентује једну филозофију: колико год да ситуација делује безизлазно, избор увек постоји.
Иако је надреалност одлично издефинисана, филм не би био препоручљив млађој публици, понајвише због дозе бруталности и насиља које се провлачи кроз цели ток радње. Овај филм је ратна драма са аспектима фантазије који је технички фантастично реализован, а кроз читав свој ток у одличном балансу. Чак и када залази у „имагинарни” део, филм успева да одржи исту дозу озбиљности, не чинећи комплетан производ смешним и дечјим.
У свом аспекту реалног света, филм припада глумачком тандему Серхију Лопезу и Марибел Верду. Лопез нам фантастично презентује капетана Видала који — иако кроз већину филма врло суров и садистички настројен — успева да се приближи публици и ослика зашто је у ствари такав. Марибел тумачи главну кућну помоћницу, која је Офелијин једини и најбољи пријатељ и ствара слику код публике једног изванредно јаког женског лика.
За сваку похвалу су и квалитетне позадинске подршке костима, сетова и ефеката, који су заиста одлични и веома детаљни. Панов лавиринт представља сатиричну бајку намењену одраслима, са одличним огртачем фантазије преко једне сурове ратне драме.